# Campeonato Europeo de Saltos de 2013
El III Campeonato Europeo de Saltos se celebró en Rostock (Alemania) entre el 18 y el 23 de junio de 2013 bajo la organización de la Liga Europea de Natación (LEN) y la Federación Alemana de Natación.
Las competiciones de realizaron en la Centro de Natación Neptun de la ciudad germana.

## Resultados

### Masculino
| Evento                          | Oro                                                 | Plata                                               | Bronce                                                      |
| ------------------------------- | --------------------------------------------------- | --------------------------------------------------- | ----------------------------------------------------------- |
| Trampolín 1 m (19.06)           | Ilia Kvascha · Ucrania · 467,75 pts.                | Martin Wolfram · Alemania · 414,75 pts.             | Oliver Homuth · Alemania · 414,45 pts.                      |
| Trampolín 3 m (20.06)           | Ilia Zajarov · Rusia · 502,90                       | Evgeni Kuznetsov · Rusia · 471,55                   | Patrick Hausding · Alemania · 428,70                        |
| Plataforma 10 m (23.06)         | Olexandr Bondar · Ucrania · 521,45                  | Patrick Hausding · Alemania · 514,65                | Viktor Minibayev · Rusia · 500,35                           |
| Trampolín 3 m sincro. (21.06)   | Ilia Zajarov · Evgeni Kuznetsov · Rusia · 460,44    | Patrick Hausding · Stephan Feck · Alemania · 431,58 | Olexandr Gorshkovozov · Oleg Kolodi · Ucrania · 422,52      |
| Plataforma 10 m sincro. (22.06) | Patrick Hausding · Sascha Klein · Alemania · 463,20 | Viktor Minibayev · Artiom Chesakov · Rusia · 458,76 | Olexandr Gorshkovozov · Dmytro Mezhenski · Ucrania · 436,86 |

### Femenino
| Evento                          | Oro                                                   | Plata                                               | Bronce                                             |
| ------------------------------- | ----------------------------------------------------- | --------------------------------------------------- | -------------------------------------------------- |
| Trampolín 1 m (21.06)           | Tania Cagnotto · Italia · 301,20 pts.                 | Nadezhda Bazhina · Rusia · 274,35 pts.              | Maria Poliakova · Rusia · 273,90 pts.              |
| Trampolín 3 m (22.06)           | Tina Punzel · Alemania · 336,70                       | Tania Cagnotto · Italia · 331,85                    | Nadezhda Bazhina · Rusia · 326,10                  |
| Plataforma 10 m (19.06)         | Yulia Prokopchuk · Ucrania · 373,30                   | Yulia Koltunova · Rusia · 371,10                    | Maria Kurjo · Alemania · 323,00                    |
| Trampolín 3 m sincro. (23.06)   | Tania Cagnotto · Francesca Dallapè · Italia · 324,30  | Hanna Pysmenska · Olena Fedorova · Ucrania · 300,60 | Rebecca Gallantree Alicia Blagg Reino Unido 292,17 |
| Plataforma 10 m sincro. (20.06) | Yulia Koltunova · Natalia Goncharova · Rusia · 315,66 | Tonia Couch Sarah Barrow Reino Unido 306,24         | Maria Kurjo · Julia Stolle · Alemania · 299,16     |

### Mixto
| Evento         | Oro                                                        | Plata                                               | Bronce                                                   |
| -------------- | ---------------------------------------------------------- | --------------------------------------------------- | -------------------------------------------------------- |
| Equipo (18.06) | Olexandr Bondar · Yulia Prokopchuk · Ucrania · 413,20 pts. | Sascha Klein · Tina Punzel · Alemania · 384,00 pts. | Evgeni Kuznetsov · Yulia Koltunova · Rusia · 348,10 pts. |

## Medallero
| Núm. | País        | Oro | Plata | Bronce | Total |
| ---- | ----------- | --- | ----- | ------ | ----- |
| 1    | Ucrania     | 4   | 1     | 2      | 7     |
| 2    | Rusia       | 3   | 4     | 4      | 11    |
| 3    | Alemania    | 2   | 4     | 4      | 10    |
| 4    | Italia      | 2   | 1     | 0      | 3     |
| 5    | Reino Unido | 0   | 1     | 1      | 2     |
|      | TOTAL       | 11  | 11    | 11     | 33    |